# Appignano
Appignano là một đô thị ở tỉnh Macerata ở vùng Marche, có vị trí cách khoảng 35 km về phía tây nam của Ancona và khoảng 25 km về phía tây bắc của Macerata. Tại thời điểm ngày 31 tháng 12 năm 2004, đô thị này có dân số 4.043 người và diện tích là 22,7 km².
Đô thị Appignano có các frazione (các đơn vị trực thuộc) Forano.
Appignano giáp các đô thị: Cingoli, Filottrano, Macerata, Montecassiano, Montefano, Treia.